# Nicolás Pérez (escritor)
Nicolás Pérez el Setabiense (Játiva, Valencia, segunda mitad del siglo XVIII – íd., 1828) fue un doctor en teología, catedrático de moral, periodista, escritor, traductor y crítico literario, de ideología absolutista y antiilustrada.

## Biografía
Estudió Filosofía y Teología en Valencia, donde publicó El filósofo arrepentido (1789) contra la Ilustración en la línea del abate francés Augustin Barruel y sus seguidores españoles Agustín de Castro, el Filósofo Rancio, Rafael de Vélez y otros muchos publicistas reaccionarios y antilaicos. Marchó a Madrid, donde trabajó como preceptor y profesor de latín. Allí publicó Cathecismus Romanus ad Parrochos ex decreto Sacrosancti Concilii Tridentino (Madrid, 1798), muy usado entre los presbíteros.
De ideología cerradamente absolutista, celoso quizá de sus coterráneos o paisanos también nacidos en Játiva, los más jóvenes, liberales y prestigiosos ilustrados Joaquín Lorenzo y Jaime Villanueva, criticó a casi todos los historiadores españoles en su El Censor de la Historia de España, en cuya portada figura ya como socio de la Academia Latina Matritense y de la Sociedad Vascongada de Amigos del País; sin embargo, no consiguió entrar en la Real Academia Sevillana de Buenas Letras, donde se conserva su inédito Elogio de las Buenas Letras. Escribió seis cartas contra El Regañón General, y se atrevió incluso a dudar del mérito de Miguel de Cervantes en su Anti-Quijote (1805), donde plagia las críticas ya conocidas de Gregorio Mayans y Siscar y Vicente de los Ríos; Juan Antonio Pellicer le respondió duramente en el Examen crítico del Anti-Quijote (Madrid, 1806).
Vivió después en Barcelona como director de un colegio, según declara en 1813. Fue redactor de la Gaceta de Vich (1808). Publicó además diversas descripciones de la batalla del Bruch: Batalla que los catalanes han ganado a los franceses en esta guerra: batalla primera del Bruch en 4 de junio de 1808 (sin pie de imprenta, pero Vich, 1808); Batalla segunda del Bruch y Casa Masana, 14 junio 1808 (Manresa, Valencia y Madrid, 1808, y Valencia, 1809); Descripción de las dos batallas del Bruch, Manresa, 1809.
También dio a la estampa un Elogio de los ampurdaneses (Manresa, 1809), Elogio de la Junta central y de la ciudad de Valencia, que tanto la ha promovido, anunciada en la Gaceta de Valencia (17-II-1809), en donde dice además ser catedrático de la Universidad de Valencia. Compuso además un extenso (137 folios) Elogio de la defensa de Zaragoza que quedó manuscrito, donde se dice redactor de la Gazeta de Murcia. Probablemente este es el mismo Nicolás Pérez fundador del Diario Mercantil de Alicante, 1809. En colaboración con Nicolás Tap y Núñez de Rendón publicó La Gazeta Diaria de Londres en Sevilla (Sevilla, 2 de septiembre de 1813); El Diario Crítico de Sevilla, luego llamado Diario Crítico General de Sevilla (Sevilla, 1813-1814); Los amigos de Ballesteros (Isla de León, 1813), llamado así por antífrasis, ya que lo que hace es criticar a Francisco Ballesteros y sus defensores, y Diario de Juan Verdades (Sevilla, 1814) "en la imprenta del Setabiense".
Jovellanos y Juan Nicasio Gallego se burlaron de él en sus sátiras. Anunció otra obra que debió de quedar entre los buenos propósitos: El amor en triunfo, o Lamentaciones de la sin par Dulcinea del Toboso, a la muerte del ínclito Don Quixote de la Mancha.
Advenido el Trienio Liberal (1820-1823), resucitó su inquina anticonstitucional publicando Cuatro palabras sobre la Constitución (Madrid: imprenta de la calle de la Greda, 1820) y, tras su caída, La soberanía real del señor don Fernando VII, vindicada contra los jacobinos revolucionarios de las últimas Cortes de España, o conferencias políticas entre un eclesiástico, un diputado de las Cortes extraordinarias de Cádiz, y un jefe de realistas (Madrid, 1825), cinco cuadernos en diferentes imprentas. Publicó además una refutación de la Catilinaria del político Agustín Argüelles (1825) que en realidad glosa críticamente un discurso en defensa del carbonarismo publicado por el periodista liberal exaltado Félix Mejía en su emigración forzada a Filadelfia, que presenta muy mutilada y extractada, pero interesante por sus detenidos comentarios y notas. Murió en su ciudad natal, en el año 1828.
Francisco Aguilar Piñal estima que no es seguro que sea suya la traducción de El fanático por la nobleza, comedia, que se conserva en la British Library, versión de Le bourgeois gentilhomme de Molière que fue representada en Barcelona el 14 de octubre de 1807; tampoco la del drama El Barón de Trenk, del que solo ha quedado un ejemplar. Tampoco parece que sea suya la titularidad de la imprenta “del Setabiense” que imprime en Sevilla la conocida obra de Nicolás Tap "Mirtilo Sicuritano” sobre la Revolución de Sevilla del año 1808 (1814), y diversas publicaciones periódicas de esa misma cuna. Escribió algunos artículos con su nombre como "Al general Ballesteros", Diario Crítico General de Sevilla (22-XII-1813) y "Fernando VII no debe firmar la Constitución, y firmándola sería criminal a su augusta dinastía, y a la alta dignidad de la España", en Diario Crítico General de Sevilla (10-III-1814).

## Obras
- Elogio de las Buenas Letras, c. 1780 (inéd.)
- El filósofo arrepentido y sabio penitente, Valencia: José Estevan y Cervera, 1789
- Cathecismus Romanus ad Parrochos ex decreto Sacrosancti Concilii Tridentino, Madrid, 1798.
- El Censor de la Historia de España, o Censura fundada de la Historia crítica de España del abate Masdeu, y la de Flores [sic], Morales, Garabay [sic], Ocampo, Mariana y otros escritores ya nacionales ya extrangeros. Por el Doctor Don ~, el Setabiense, Académico de la Real Academia Latina Matritense y Socio Literato de la Real Sociedad Bascongada de Amigos del País, t. I, Madrid, García y Cía., 1802
- El Anti-Regañón general, Madrid, Mateo Repullés, 1803
- El Anti- Quixote. Por Don ~, el Setabiense, socio de varias Academias, Madrid, Justo Sánchez, 1805
- El fanático por la nobleza. Comedia en cinco actos en prosa por el célebre Molière, y arreglada a nuestro teatro por Don ~ y un extrangero, Barcelona, Juan Francisco Piferrer, 1807.
- Batalla que los catalanes han ganado a los franceses en esta guerra: batalla primera del Bruch en 4 de junio de 1808 (sin pie de imprenta, pero Vich, 1808 y Valencia, Imprenta del Diario, 1808.
- Batalla segunda del Bruch y Casa Masana, 14 junio 1808 (Manresa, Valencia y Madrid, 1808, y Valencia, 1809)
- Descripción de las dos batallas del Bruch, Manresa, 1809.
- Elogio de los ampurdaneses (Manresa, 1809)
- Elogio de la Junta central y de la ciudad de Valencia, que tanto la ha promovido, anunciada en la Gaceta de Valencia (17-II-1809)
- Catilinaria que injustamente contra los reyes, papas, obispos, frailes, Inquisición etc., se imprimió en Filadelfia, ciudad de los Estados Unidos de América, en julio de 1824, por D. Agustín Argüelles, ex diputado de las últimas cortes de España, y ministro de la Gobernación de la Península, refutada por D. ~ el Setabiense, Madrid, 1825
- Elogio de la defensa de Zaragoza (manuscrito inédito de 137 páginas)
- La soberanía real del señor don Fernando VII, vindicada contra los jacobinos revolucionarios de las últimas Cortes de España, o conferencias políticas entre un eclesiástico, un diputado de las Cortes extraordinarias de Cádiz, y un jefe de realistas (Madrid, 1825)
- El Barón de Trenk. Drama en prosa en cinco actos, traducido del francés, Barcelona, Manuel Texero, s. f.